# Bastwick
Bastwick – wieś w Anglii, w hrabstwie Norfolk, w dystrykcie Great Yarmouth, w civil parish Repps with Bastwick. Bastwick zostało wspomniane w Domesday Book (1086) jako Bastu(u)ic/Bastuuuic.
Położona jest w sąsiedztwie obszaru chronionej przyrody The Broads.